# Homalocnemis namibiensis
Homalocnemis namibiensis är en tvåvingeart som beskrevs av Chvala 1991. Homalocnemis namibiensis ingår i släktet Homalocnemis och familjen Homalocnemiidae.
Artens utbredningsområde är Namibia. Inga underarter finns listade i Catalogue of Life.